# Congrégation de Saint Edme

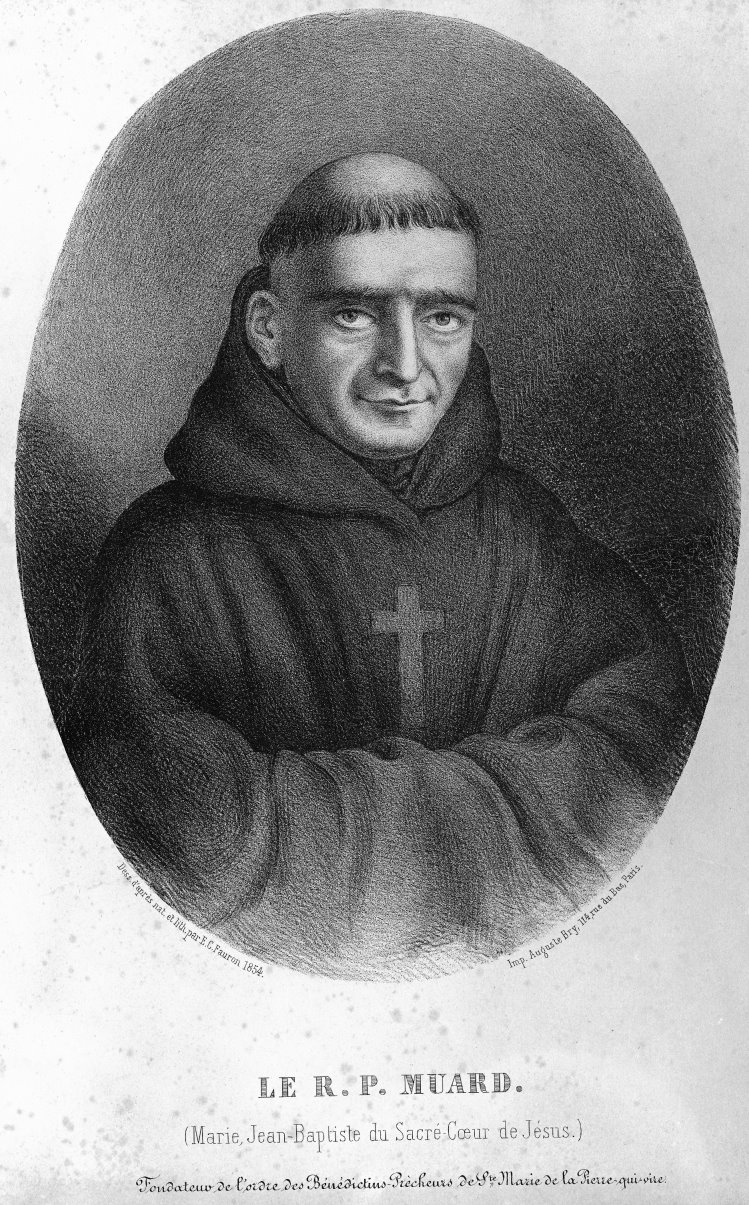
Jean-Baptiste Muard, fondateur de la congrégation

La congrégation de Saint Edme (dont le nom officiel en  latin est Societas Patrum Sancti Edmundi Oblatorum Sacratissimi Cordis Iesu et Immaculati Cordis Mariæ signifiant Congrégation des pères de saint Edme oblats du sacré-cœur de Jésus et du Cœur Immaculé de Marie) est une congrégation religieuse masculine. Les membres de cette congrégation, dits ordinairement prêtres auxiliaires en France et Edmundites fathers aux États-Unis, signent S.S.E. Française à la l'origine, cette congrégation est aujourd'hui exclusivement américaine.

## Historique
La congrégation a été fondée par Jean-Baptiste Muard, prêtre du diocèse de Sens, à l'abbaye de Pontigny, où est enterré  saint Edmond de Cantorbéry dont elle tire son nom. Il s'agissait de créer une communauté de prêtres missionnaires menant vie commune et desservant les paroisses les plus déshéritées des diocèses de Sens et de Coutances. En 1849 le fondateur Jean-Baptiste Muard quitte la communauté pour fonder l'abbaye bénédictine de la Pierre-Qui-Vire,.
Le successeur du Père Muard à la tête de la communauté, Pierre Boyer, entré chez les prêtres auxiliaires en 1845, a grandement contribué à leur organisation en y introduisant les vœux religieux (la première profession ayant lieu le 29 septembre 1851), en rédigeant leurs constitutions avec l'aide de pères Jésuites, et en érigeant la prédication de missions paroissiales parmi les objectifs de la congrégation. Boyer fut supérieur jusqu'en 1892.
En 1867, la congrégation fut appelée à assurer le renouveau spirituel de l'abbaye du Mont-Saint-Michel par l'évêque de Coutances et Avranches, Mgr Bravard. Sous la conduite de leur supérieur, le R.P. Pierre Robert, trois pères et trois frères arrivèrent au Mont le 1er avril 1867. Ils créèrent une association de prière, la Confrérie de Saint-Michel (élevée au rang d'archiconfrérie en 1876 par Pie IX) et publièrent à partir de 1874 une revue, les Annales du Mont-Saint-Michel. En octobre 1875, ils dotèrent le Mont d'une école apostolique pour l'instruction des enfants pauvres. Le bail qui avait permis leur installation dans les bâtiments de l'abbaye n'ayant pas été renouvelé, ils se replièrent dans le village en 1886, où ils achetèrent ou firent construire plusieurs maisons. Ne pouvant plus accueillir les pèlerins dans l'abbatiale dont ils avaient transformé le bras nord du transept en chapelle de pèlerinage, ils organisèrent le culte à saint Michel dans l'église paroissiale du Mont, l'évêque ayant décidé du transfert du sanctuaire par lettre-circulaire du 4 novembre 1886. La communauté montoise, alors dirigée par le Père Louis Pouvreau, se dispersa le 27 septembre 1901 et la direction des pèlerinages fut confiée au clergé diocésain. 
En 1891, la congrégation ouvre sa première maison au Québec, puis d'autres dans l'État américain du Vermont, afin de fournir des services pastoraux à ses habitants francophones. Les lois de 1901 et de 1905 et la politique anticongrégationiste subséquente força les prêtres auxiliaires à quitter définitivement la France. Dès lors cette congrégation devient exclusivement américaine.
À partir de 1904, la congrégation de Saint Edme se tourne vers l'enseignement, fondant cette année-là le collège Saint Michel à Colchester dans le Vermont (qui est aujourd'hui une université), et en 1947 un collège franco-américain à l'abbaye de Pontigny (qui fermera en 1954). Avec le Père David Casey en 1937, la société se tourne vers les missions des noirs américains, principalement en Alabama. En 1964, les prêtres auxiliaires répondent à l'appel du pape Jean XXIII exhortant les ordres religieux à envoyer 10 % de leurs membres en Amérique latine, et reçoivent la charge de deux paroisses de la ville de Caracas, au Venezuela.
La congrégation a obtenu du Saint-Siège un decretum laudis le 12 août 1876 et a été approuvée le 28 avril 1911. Ses constitutions ont été approuvées définitivement le 3 avril 1940.

## Activité et diffusion
La congrégation repose sur quatre piliers : justice sociale, éducation, renouveau spirituel, et ministère paroissial. Aujourd'hui la congrégation est active aux États-Unis où elle assure l'aumônerie du collège St. Michel de Colchester, administre des refuges pour sans-abris, des paroisses dans le Vermont, et en Alabama. Elle a quitté le Québec (à la fin des années 1980), la Louisiane (après l'ouragan Katrina qui a démoli son école) et a quitté aussi le Venezuela.
En 2005, la congrégation comptait deux maisons aux États-Unis pour quarante religieux, dont trente-six prêtres. Au début du XXIe siècle, elle compte une trentaine de membres. Son supérieur général est le Père David Cray S.S.E. (prêtre de paroisse dans le Vermont) successeur du Père Michael Cronogue S.S.E. La maison généralice se trouve à Colchester (Vermont).